# Leuter
Leuter (Leuthere, Lautherius, Eleutherius, ur. w VII wieku; zm. 676) – anglosaski biskup Winchesteru.
Po tym, jak król Wesseksu Cenwalh zmusił biskupa Wini do opuszczenia diecezji Winchester i schronienia się na dworze mercyjskiego króla Wulfhere, diecezja pozostawała pozbawiona kierownictwa. Cenwalh został odsunięty od władzy przez Pendę z Mercji w 645. Odzyskał tron dopiero trzy lata później. Relacjonujący te wydarzenia Beda Czcigodny stwierdził, że stało się to po tym, jak Cenwalh "ponownie przyjął Chrystusa". Wysłał wówczas poselstwo do biskupa Agilberta, którego wypędził kilka lat wcześniej, z prośbą, by powrócił na stanowisko biskupa Wesseksu. Agilbert kierował jednak wówczas diecezją paryską, dlatego wysłał swego bratanka - Leutera. Został on przyjęty w Wesseksie serdecznie, a na biskupa Winchester konsekrował go arcybiskup Canterbury Teodor z Tarsu.
Leuter kierował diecezją Winchester do śmierci w 676 roku. Jego następcą został św. Hedda.